# Karolina Ostrzyniewska
Karolina Zyta Ostrzyniewska (ur. 1975) – polska urzędniczka, ambasador RP w Szwecji (od 2025).

## Życiorys
Karolina Ostrzyniewska ukończyła studia ekonomiczne (1998) oraz prawnicze (2000), te drugie na Uniwersytecie Warszawskim.
W 1998 rozpoczęła pracę w Urzędzie Komitetu Integracji Europejskiej (UKIE), początkowo w Departamencie Negocjacji Akcesyjnych, a następnie w Departamencie Polityki Integracyjnej, odpowiadając przede wszystkim za kwestie polityki podatkowej, swobody świadczenia usług i przepływu kapitału. W 2002 została członkinią służby cywilnej, a w 2009 służby dyplomatycznej. W latach 2006–2008 była oddelegowana do Komisji Europejskiej w roli eksperta narodowego do Dyrekcji Generalnej ds. Rynku Wewnętrznego, gdzie zajmowała się usługami finansowymi. W latach 2008–2013 była zastępczynią Stałego Przedstawiciela RP przy Unii Europejskiej w Brukseli, reprezentując Polskę w Komitecie Stałych Przedstawicieli (COREPER I). W związku z likwidacją UKIE, z początkiem 2010 przeszła do Ministerstwa Spraw Zagranicznych. Po powrocie z placówki w 2013 została zastępczynią dyrektora, a w marcu 2014 dyrektorką Departamentu Komitetu do Spraw Europejskich MSZ oraz Sekretarz Komitetu do Spraw Europejskich. Po reorganizacji, od lutego 2020 do końca września 2024 pełniła obie te funkcji w strukturze Kancelarii Prezesa Rady Ministrów, dokąd przeniesiono pion europejski MSZ. Koordynowała merytoryczne przygotowania do posiedzeń Komitetu do Spraw Europejskich, Komitetu Stałych Przedstawicieli, Rady ds. Ogólnych oraz Rady Europejskiej. Uczestniczyła w wypracowaniu i przygotowaniu programu prezydencji Polski w Radzie UE w 2025.
11 października 2024 objęła kierownictwo Ambasady RP w Sztokholmie jako chargé d'affaires a.i., a od 12 czerwca 2025 jako ambasador w Szwecji.
W latach 2023–2024 wykładała w Kolegium Europy w Natolinie w programie wzmocnienia zdolności administracyjnej Ukrainy do integracji europejskiej realizowanym (Natolin4CB).
W 2012 „za zasługi w działalności na rzecz integracji europejskiej oraz budowania społeczeństwa obywatelskiego” została odznaczona Srebrnym Krzyżem Zasługi.
Biegle włada angielskim, francuskim i niemieckim. Jej mężem jest Krzysztof Piotr Ostrzyniewski.